# Libohovai vár
A libohovai vár vagy Libohova vára (albán Kalaja e Libohovës) a 18. század végén a janinai pasa, Ali Tepeleni által építtetett erőd romja Délnyugat-Albániában, Gjirokastra megyében, Libohova városában.

## Története
Az oszmán hódoltság időszakában Libohova az azonos nevű nagybirtokos család központja volt. Az oszmán fennhatósággal szembeszegülő dél-albániai hadúr, Ali Tepeleni pasa 1789 után több más dél-albániai település mellett elfoglalta Libohovát is. Nővére, Shanisha beházasodott a helyi Libohova családba, a pasa pedig a település fölé magasodó kőszirten 1796 és 1798 között felépíttette a várat. A helyi legenda szerint Ali Tepeleni nővérével adott hozománynak szánta a várat, ennél azonban valószínűbb, hogy a Drino völgye fölötti ellenőrzést lehetővé tevő Libohova katonai védelmét szolgálta az épület.

## Leírása

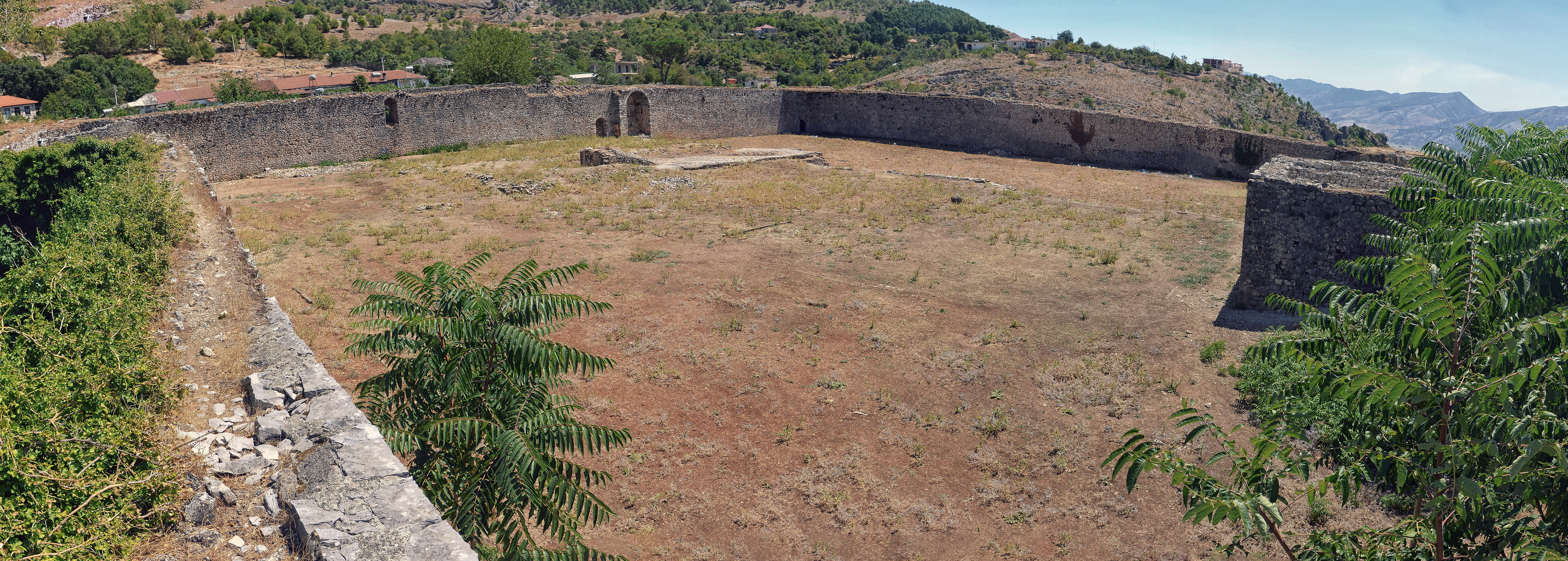
A vár belső része

A mai város fölé magasodó, szürke mészkőből felépített impozáns erődítmény feltehetően egy korábbi vár romjaira épült. Hozzávetőleges épségben már csupán helyenként 2 méteres vastagságú falai és kapui maradtak fenn. A csaknem négyszögletes alaprajzú, 70×50 méteres épület mind a négy sarkát egy-egy torony védte, kapuit a keleti fal középső részén, továbbá a délnyugati és északkeleti tornyoknál helyezték el. A vár belső területén a várpalota és egy másik épület maradványainak feltárása alapján katonai szerepe mellett fényűzően kialakított rezidenciaként is szolgált.